# Moroov refleks
Moroov refleks je primitivni refleks koji je prisutan kod novorođenčadi (i dojenčadi) do 4 - 5 mjeseca života. Refleks je prisutan u nepotpunom obliku i kod djece rođene prije termina (nedonošče) gestacijske dobi veće od 28 tjedana. Potpuni oblik refleksa javlja se u djece čija je gestacijska dob veća 34 tjedna.
Izostanak refleksa kod djece mlađe od 4 - 5 mjeseca upućuje na oštečenje motornog sustava. Prisutan ili nedostatan Moroov refleks na jednoj strani najčešće upućuje na hemiplegiju, erbovu paralizu i prijelom ključne kosti. Moroov refleks izostaje i kod paralize brahijalnog spleta (lat. plexus brachialis). Prisutnost refleksa kod djece starije od 4 - 5 mjeseca upućuje na defekt živčanog sustava. 
Refleks je prvi otkrio i opisa austrijski pedijatar Ernst Moro, po kojemu i nosi naziv.
Refleks je odgovor na iznenadni glasan zvuk ili osjećaj djeteta da pada. Smatra se da je Moroov refleks jedini nenaučeni strah kod djece. 
Najveći značaj ispitivanja Moroovog refleksa je ocjenjivanje integracije središnjeg živčanog sustava.
Refleks se ispituje u leđnom položaju djeteta, a sastoji se od sljedećih reakcija nakon podražaja: 

1. retrofleksija vrata 

2. širenje ruku (abdukcija) na što se nadoveže ekstenzija laktova i svih zglobova šaka 
  
3. flektiranje laktova
Izostanak bilo koje sastavnice ili asimetrija pokreta smatra se abnormalnim nalazom 

## Vanjske poveznice
- Video Moroov refleks - KBC Rijeka (hrv.)